# ملین (زاکسن-آنهالت)
ملین (به آلمانی: Mellin) یک منطقهٔ مسکونی در آلمان است که در بتسندورف واقع شده‌است. ملین ۲۰۲ نفر جمعیت دارد.